# Hong Jun

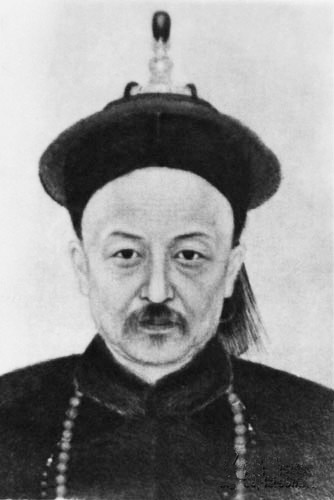
Hong Jun (1840-1893).

Hong Jun (Suzhou, 12 januari 1840 – Peking, 2 oktober 1893) was een Chinese ambtenaar-literaat en diplomaat. Hij was als ambassadeur geaccrediteerd in Duitsland, Rusland, Oostenrijk-Hongarije en Nederland (1887-1890). Verder was hij samensteller van Yuanshi yiwen zhengbu (元史譯文證補, Vertaalde teksten als aanvullend bewijs voor "Yuanshi"), het eerste in het Chinees verschenen boek met niet-Chinese bronnen over de Mongoolse geschiedenis.

## Afkomst en opleiding
Hong Jun werd geboren op 12 januari 1840, het 19e jaar van de regering van de Daoguang-keizer, in het jaar van het varken. De Chinese maankalender loopt niet gelijk met de gregoriaanse kalender, het jaar van het varken liep van 14 februari 1839 tot 4 februari 1840. Omdat het grootste deel van dat jaar in het jaar 1839 viel, wordt als geboortejaar van Hong Jun vaak 1839 vermeld. Hong Jun stamt uit de Guilin Hong-clan, gesticht door Hong Gang (洪綱), die zich in 1136 in Guilin (桂林), in het district She (歙縣) van Huangshan in de provincie Anhui als handelaar vestigde. De Hong-familie hechtte veel belang aan onderwijs en had vanaf de Ming-dynastie vijftien geleerden voortgebracht met de rang jinshi, de hoogste graad in het Chinees examenstelsel. De grootvader van Hong Jun vestigde zich als handelaar in Suzhou, waar Hong Jun werd geboren. 

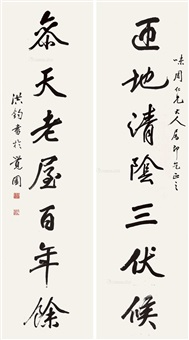
Voorbeeld van kalligrafie door Hong Jun.

Hong Jun was een afstammeling van Hong Gang in de 26e generatie en was geestelijk vroegrijp. Zo reciteerde hij op driejarige leeftijd uit Sanzijing, toen een van de drie belangrijkste basisschoolboeken en daterend uit de dertiende eeuw. Zijn moeder, mevrouw Pan (母親潘), gaf hem daarom de bijnaam Wen Qing (文卿, literaire heer). In 1857 slaagde hij voor het eerste examenniveau. Hij verhuisde naar de boeddhistische Xianqing-tempel (顯慶寺) in Baoshanwu (包山塢) op een eilandje in het Taihu-meer om te studeren. In 1860 werd Suzhou tijdens de Taipingopstand bezet door Li Xiucheng, een opstandige generaal. Hong Jun en zijn familie vluchtten naar Shandong. Pas toen de opstand in 1864 was neergeslagen kon het provinciaal examen voor Jiangnan weer worden afgenomen. Hong Jun slaagde hiervoor en ontving de graad van juren (舉人, aanbevolen persoon). In 1868 slaagde hij ook voor het keizerlijk examen dat in de hoofdstad aan de Keizerlijke Academie van het Ministerie van Riten werd afgenomen en behaalde zo de graad van jinshi. Bij het daaropvolgend paleisexamen in de "Hal van het Behouden van Harmonie" (保和殿, Baohe dian, in de Verboden Stad), waar de rangorde van de jinshi werd bepaald, behaalde Hong Jun de hoogste score en ontving de titel zhuangyuan (狀元).

## Ambtelijke loopbaan

### 1868-1887
Hong Jun doorliep een voorspoedige ambtelijke carrière. Hij begon als redacteur bij de Hanlin-academie en was zo verantwoordelijk voor de keizerlijke edicten en het samenstellen van officiële geschiedenissen. In 1870 werd hij de provinciale onderwijscommissaris voor Hubei, na afloop van de ambtstermijn keerde hij terug naar Peking. Vervolgens werd hij in 1876 benoemd tot hoofdexaminator voor het provinciaal examen van Shaanxi. In 1879 kreeg hij dezelfde functie voor het provinciaal examen van Shandong. Ondertussen nam hij deel aan de samenstelling van de Ware optekeningen van de Xianfeng-keizer (r.1850-1861) en werd hij docent aan de Hanlin-academie. Tussen 1880 en 1882 was hij verantwoordelijk voor onderwijszaken in de provincie Jiangxi.

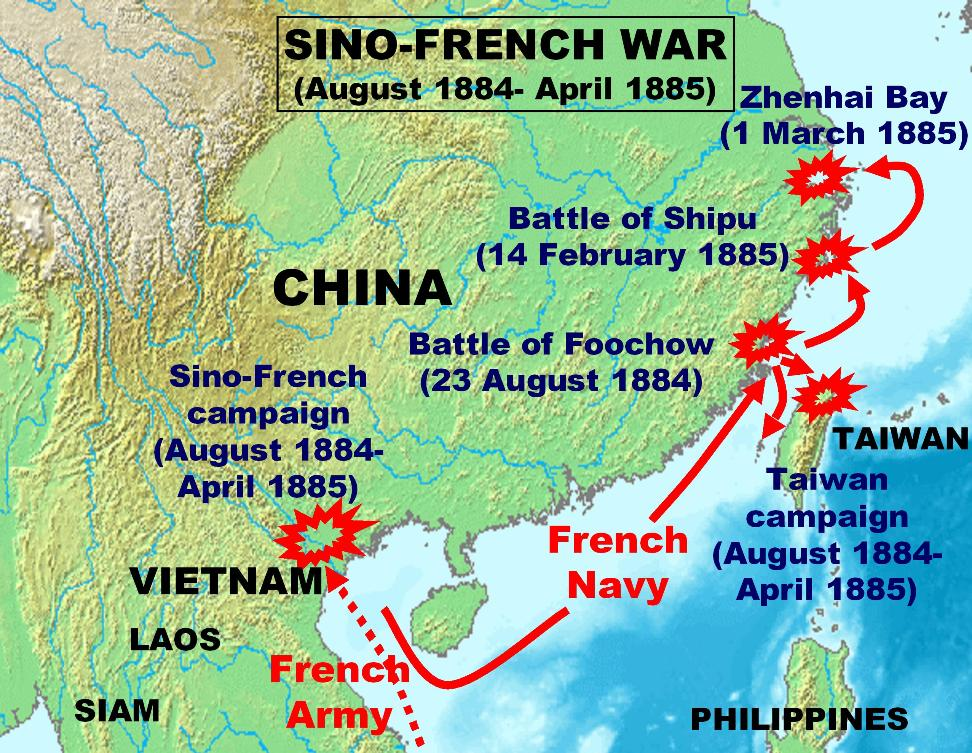
Chinees-Franse Oorlog, 1884-1885.

In 1883 werd hij vicekanselier van het Keizerlijk Secretariaat (vergelijkbaar met een kabinet) en viceminister voor riten, twee posities met reële macht. De spanningen tussen Frankrijk en China liepen op toen de Vietnamese Nguyen-dynastie in 1884 gedwongen werd een Frans protectoraat over Tonkin (noordelijk Vietnam) te erkennen. De meningen binnen het Chinese keizerlijk hof hoe met de Franse dreiging om te gaan waren verdeeld. Een groep onder leiding van Li Hongzhang (1823-1901) wilde, gezien de Franse militaire macht niet lichtzinnig overgaan tot een oorlog met Frankrijk. Een andere groep onder leiding van Zuo Zongtang (左宗棠, 1812-1885) pleitte juist voor steun aan Vietnam toen Franse troepen zich richting de Chinese grens begonnen te bewegen. Hong Jun sloot zich aan bij de laatste groep. In een memorandum beschreef hij strategieën om de Fransen te weerstaan en stelde voor dat Cen Yuying (1829-1889 岑毓英), de gouverneur-generaal van Yunnan en Guizhou leiding moest gaan geven bij de strijd tegen de Fransen aan de Chinees-Vietnamese grens. In de Chinees-Franse Oorlog (augustus 1884 tot april 1885), die vooral werd uitgevochten in Fujian en op het eiland Taiwan, leed China een gevoelige nederlaag. Hong Jun werd bekritiseerd omdat hij ongeschikte personen zou hebben aanbevolen. Nog voor het uitbreken van de eigenlijke oorlog vroeg en kreeg hij verlof om zijn oude moeder te kunnen verzorgen. Toen zij in 1884 overleed hield hij zich aan de bij confucianisten gebruikelijke rouwperiode van drie jaar en aanvaardde gedurende die tijd geen enkel ambt.

### Ambassadeur in vier Europese staten

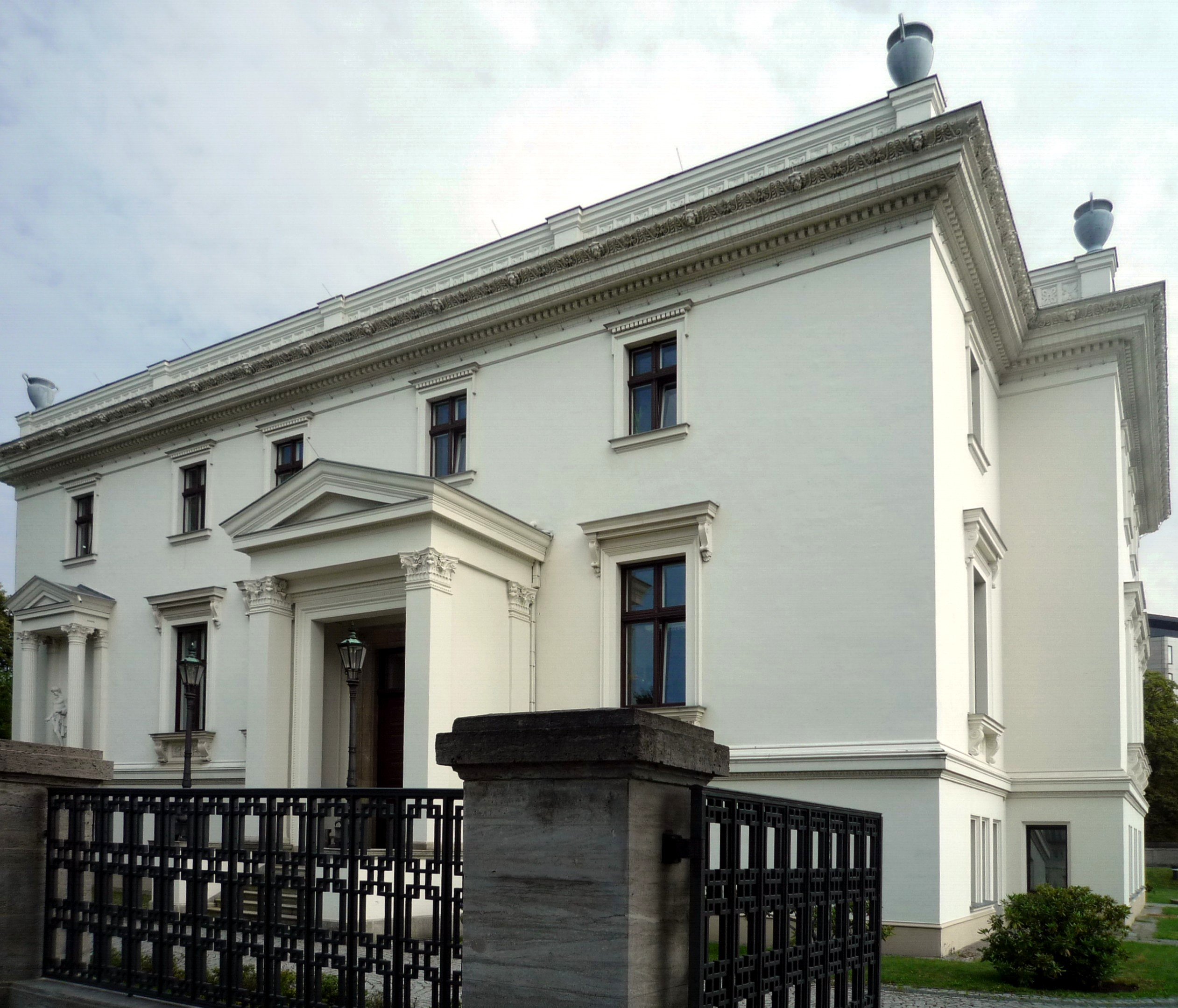
Noordzijde met hoofdingang van Villa von der Heydt, de Chinese ambassade en de residentie van Hong Jun in het Tiergartenviertel van Berlijn.

In juni 1887 werd hij aangesteld als diplomatiek gezant in Duitsland, Rusland, Oostenrijk-Hongarije en Nederland en werd zo de opvolger van Xu Jincheng (許景澄. 1845-1900). Hij kwam in november in Berlijn aan en nam zijn intrek in Villa von der Heydt in het Tiergartenviertel. In januari 1888 ging hij naar Rusland en ontmoette in Sint-Petersburg de Russische keizer, Alexander III (r.1881-1894). In februari 1888 kwam hij aan in Wenen, waar hij op 5 maart zijn geloofsbrieven aanbood aan keizer Frans Jozef I (r.1848-1916). Vervolgens bezocht hij verschillende Oostenrijkse ministers en gezanten die in Oostenrijk gestationeerd waren. Hij moest zijn bezoek echter afbreken nadat op 9 maart 1888 de Duitse keizer Wilhelm I was overleden. Na de begrafenisceremonie maakte hij zich op om naar Nederland te gaan. Toen hij hoorde dat Joseon (Korea) een gezant naar Rusland had gestuurd stelde hij zijn bezoek uit en ging in plaats daarvan naar Rusland. Hij vreesde dat Rusland Korea binnen zijn invloedssfeer wilde brengen, maar kon later het keizerlijk hof mededelen dat het tsaristische Rusland bereid was de vrede te bewaren.
Tijdens zijn verblijf in Europa maakte hij analyses van de politieke toestand in Europa. Hij stuurde die naar het keizerlijk hof, dat tot dat moment praktisch onbekend was met de politieke situatie in staten buiten de Chinese invloedssfeer. Volgens Hong Jun bereidde Duitsland zich voor op een oorlog met Rusland door uitbreiding van zijn legers. Rusland zocht contact met Frankrijk vanwege de Duitse dreiging. Duitsland nam contact op met Italië om tegen Frankrijk te vechten en gebruikte Oostenrijk om Rusland in bedwang te houden. Hij schatte bij een Russisch-Duitse oorlog de kans dat Rusland zou winnen op 40% en een Duitse overwinning op 60%. Ook waarschuwde hij het hof dat Rusland van plan was een Trans-Siberische spoorlijn aan te leggen. Als dat project na tien jaar eenmaal voltooid zou zijn, betekende dat een ernstige bedreiging voor China. Rusland kon dan op willekeurige wijze Chinees grondgebied binnendringen.
Verder verzamelde hij gedurende zijn verblijf in Europa zoveel mogelijk niet-Chinees bronnenmateriaal over de geschiedenis van de Mongolen om zo de Geschiedenis van de Yuan, de officiële geschiedenis van de Yuan-dynastie te kunnen aanvullen. Die verzameling vormde de basis voor zijn postuum verschenen boek Yuanshi yiwen zhengbu (元史譯文證補, Vertaalde teksten als aanvullend bewijs voor "Yuanshi"). Het gevonden materiaal werd met hulp van legatieraad en ambassadetolk dr. Kreyer in geparafraseerde vorm vertaald in het Chinees. Hij hoopte zo voor het hof de historische veranderingen in het noordwestelijke grensgebied te verduidelijken, maar deed dit zeker ook uit persoonlijke historische belangstelling.
In september 1890 werd zijn aanstelling in drie van de vier Europese staten beëindigd. In februari 1891 gebeurde dat ook met zijn termijn in Rusland en keerde Hong Jun terug naar Peking.

### Pamir-incident
Na zijn terugkeer werd Hong Jun benoemd tot viceminister van oorlog en werd bij Zongli Yamen (總理衙門, de voorloper van het Chinese ministerie van buitenlandse zaken) verantwoordelijk voor diplomatieke zaken. Daar kreeg hij in 1892 te maken met een grensconflict tussen Rusland en China over het Pamirgebergte. Indirect had hierbij een van zijn activiteiten in Berlijn een rol gespeeld. 

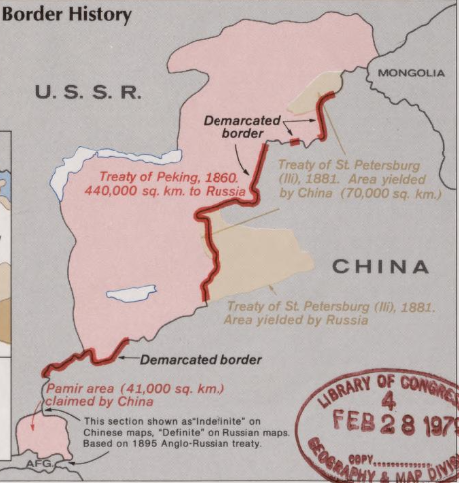
Westelijke grens tussen China en de Sowjet-Unie, de door China geclaimde gebieden in roze aangegeven.

Gedurende de 19e eeuw speelde zich the Great Game af, een overkoepelende benaming voor de rivaliteit tussen Groot-Brittannië en Rusland over afbakening van hun invloedssferen in centraal-Azië. Rusland begon na de stichting van het Generaal-gouvernement Turkestan in 1868 een opmars naar het zuiden. Tussen 1870 en 1884 werd een Chinees gebied van 70.000 km² bezet dat lag ten westen van de Qorghas (een zijrivier van de Ili) en ten oosten van het Zaysanmeer. Bij het Chinees-Russische Ili-verdrag van 1881 kreeg China een gedeelte (het Ili-gebied) terug, maar moest de rest aan Rusland afstaan. De Chinezen rekenen dit dan ook tot de "ongelijk verdragen". Bij het verdrag hoorde een deelverdrag inzake de "Vernieuwing van de Kashgar grensovereenkomst" (續勘喀什噶爾界約, Xu kan kashen ga er jie yue), waarvoor op 3 juni 1884 door vertegenwoordigers van beide regeringen in Ferghana nota's werden uitgewisseld. Voor de Pamir werd bepaald dat het gebied ten noorden van de Uzbelpas (烏孜別里山口, Wuzibieli Shankou, 38° 41′ 58″ NB, 73° 46′ 22″ OL) Russisch werd, maar werden voor het gebied ten zuiden daarvan geen afspraken gemaakt. De Russische grens boog in een rechte lijn af naar het zuidwesten en de Chinese grens liep recht door naar het zuiden. Het gebied tussen de twee grenzen werd als betwist gezien. De Mantsjoe-regering bleef dit gebied beschouwen als Chinees grondgebied, maar had geen machtsmiddelen om daar haar gezag te laten gelden.
In 1892 viel Rusland het betwiste Pamirgebied binnen en veroverde ten westen van het Sarikolgebergte 20.000 km². Rusland rechtvaardigde de inval door te verwijzen naar een set van 35 kaarten die door Hong Jun tijdens zijn verblijf in Berlijn van Rusland was gekocht. De kaarten werden vertaald in het Chinees en zijn door hem naar het hof in Peking gestuurd. Ze werden in 1890 gepubliceerd. Op de kaarten stond het betwiste gebied als Russisch aangegeven, wat volgens de Russen betekende dat de Qing-regering de Pamir erkend had als Russisch grondgebied. De Qing-regering had geen militaire middelen om zich hiertegen te verzetten en kon niet meer doen dan eisen dat Rusland zijn troepen zou terugtrekken en dat de kwestie via onderhandelingen moest worden opgelost. Uiteindelijk dwong Rusland de Qing-regering in april 1894 per notawisseling om akkoord te gaan met de aanwezigheid van Russische troepen in het bezette gebied.
Hong Jun werd door medeambtenaren bekritiseerd voor de gevolgen van zijn kaarten. Hij zou in een Russische val zijn gelopen. Hoewel het hof stelde dat de kaarten geen officiële status hadden, maar slechts informatief waren, voelde Hong Jun zich toch verantwoordelijk voor het incident. Na een kort ziekbed stierf hij op 2 oktober 1893, 53 jaar oud. Zijn officiële biografie (die zich bevindt in juan 446 van het Ontwerp voor een geschiedenis van de Qing) vermeldt dat hij door het Pamir-incident depressief raakte en daaraan zou zijn overleden.

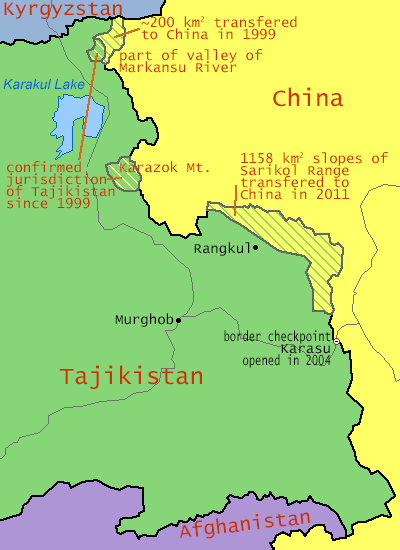
Grensverdrag tussen Tadjikistan en China van 2011

De actie van Rusland in Pamir werd door Groot-Brittannië gezien als een bedreiging voor Chitral en Gilgit, twee staatjes die tot Brits-Indië werden gerekend. Nadat een crisis was afgewend, ondertekenden Rusland en het Britse Rijk op 11 maart 1895 een overeenkomst om de Pamir te verdelen. De beide invloedssferen werden gescheiden door de instelling van de Afghaanse Wachan-corridor. De Chinese Qing-regering verklaarde dat zij de aanspraken op de Pamir niet opgaf. Zij beschouwde niet het Sarikolgebergte (75° 9′ OL), maar de Pandzj-rivier in het Wakhan-gebied van het Pamirgebergte (71°OL) als westelijke grens van China. Ook de Republiek China en de Chinese Volksrepubliek bleven aanspraak maken op het gebied, dat grotendeels samenviel met de latere autonome regio Gorno-Badachsjan van Tadzjikistan. Pas in 2011 kwam een grensverdrag tussen China en Tadjikistan tot stand, waarbij de Volksrepubliek de aanspraken op de Pamir opgaf in ruil voor een beperkte gebiedsuitbreiding van bijna 1400 km².

## Familieleven

### Huwelijk
Hong Jun was getrouwd met mevrouw He (何氏, He shi), zij hadden een zoon, Hong Luo (洪洛). Hij kreeg een functie bij het Ministerie van Openbare Werken en overleed kinderloos op 31-jarige leeftijd, kort na het overlijden van zijn vader. Verder had Hong Jun een concubine, mevrouw Yang (楊氏, Yang shi). Deze verbintenis bleef kinderloos. 

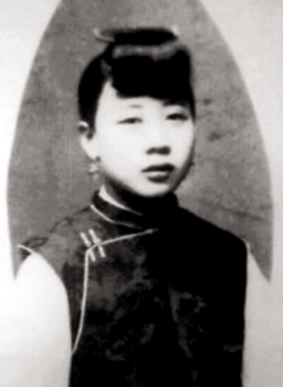
Sai Jinhua (賽金花, 1872-1936), concubine van Hong Jun, op een foto uit 1887.

Geheel tegen de confucianistische tradities in verbond hij zich tijdens de rouwperiode voor zijn overleden moeder in 1886 met een tweede concubine. De courtisane Zhao Caiyun (趙彩雲, later bekend als Sai Jinhua 賽金花, 1872-1936) was op dat moment veertien jaar oud. Zij vergezelde hem in plaats van zijn vrouw naar Berlijn. Daar kreeg ze in 1890 een dochter, Deguan (德官, vernoemd naar Deguo 德國, Chinees voor Duitsland), die op 19-jarige leeftijd in Suzhou overleed. In 1894, kort na het overlijden van Hong Jun, bracht Zhao Caiyun zijn tweede zoon ter wereld, die echter al na elf maanden overleed. Zij begeleidde het stoffelijk overschot van haar man van Peking naar Suzhou, maar bij aankomst weigerde zijn familie haar verder financieel te ondersteunen en wees haar de deur. Zij werd weer courtisane en werd als madam een beroemdheid vanwege haar relatie met een Chinese gezant in Europa. Desondanks overleed zij uiteindelijk in grote armoede. 
Een achterneef van Hong Jun, de in 1886 geboren Hong Ze (洪澤) werd op achtjarige leeftijd aangewezen als zijn adoptiefzoon en erfde zo zijn bezittingen. Een kleinzoon van Hong Ze, Hong Chuanxin (洪傳心), werd in 1968 tijdens de Culturele Revolutie als "contrarevolutionair" (反革命, fangeming) gevangen gezet, maar in 1978 gerehabiliteerd.

### Nieuwe residentie in Suzhou

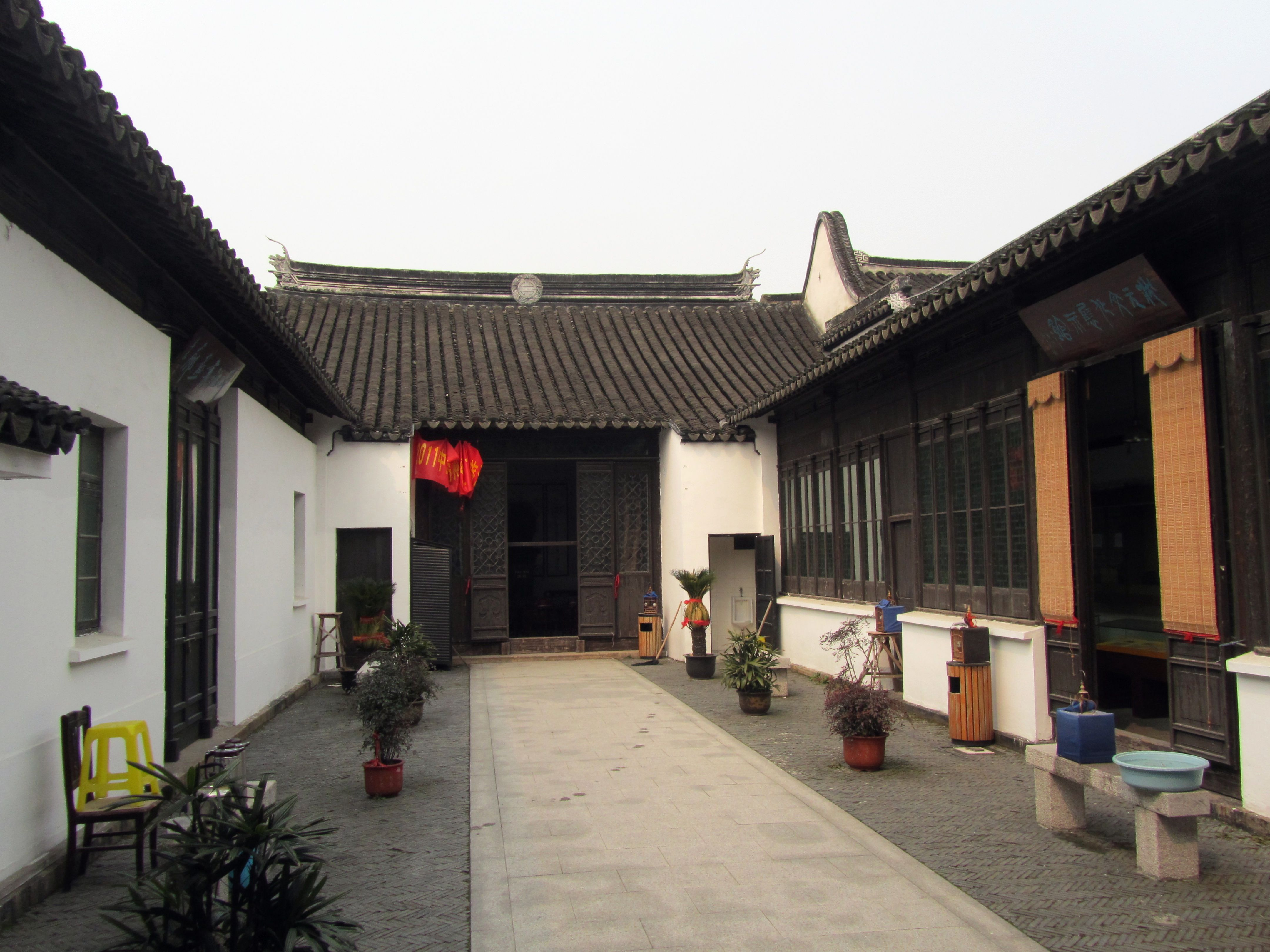
De voormalige residentie en voorouderhal van Hong Jun.

Toen Hong Jun in 1868 het keizerlijk examen had gehaald en zijn ambtelijke loopbaan begon, gaf hij opdracht in Suzhou een nieuwe residentie te bouwen. Het nieuwe gebouw werd voltooid in 1882. Tot die tijd verbleef hij als hij in Suzhou was in zijn voorouderlijk huis. Dat was gebouwd door zijn grootvader en daar was hij geboren. Het nieuwe gebouwencomplex heeft een totale oppervlakte van ongeveer 3.000 vierkante meter. De hoofdas omvat zeven binnenplaatsen en heeft een entreehal, draagstoelhal, bloemenhal, hoofdhal, halgebouw en een boven- en benedenhuis. In de voortuin van de bloemenhal bevonden zich paviljoens met rotspartijen en osmanthusbomen. De op het terrein aanwezige vooroudertempel van de Hong-familie heeft een poortgebouw en een hal voor het brengen van offers. In 1956 droeg de kleinzoon van Hong Jun zijn residentie over aan de staat. In 1998 maakte de gemeente Suzhou bekend dat de voormalige residentie en voorouderhal van Hong Jun een "Beschermingseenheid voor culturele relikwieën in de stad Suzhou" (蘇州市文物保護單位, Suzhou shi wenwu baohu danwei) zou worden. In 2020 werd dit als een kennisgeving gepubliceerd.

### In Berlijn
Hong Jun verzette zich tegen Europese gewoonten. In Berlijn liet hij zijn maaltijden bereiden door twee Chinese koks. Tijdens zijn verblijf in Europa bleef hij Chinese kleding dragen. Volgens de schrijfster Jung Chang maakte hij hierop één uitzondering, hij erkende het comfort van Europese sokken. Ook verzette hij zich tegen de manier waarop in Europa vrouwen en mannen met elkaar omgingen. Hij weerhield zijn concubine Zhao Caiyun daarom van deelname aan diplomatieke ontvangsten, ook als die in de residentie zelf plaatsvonden. Mogelijk speelde daarbij een rol dat haar voeten ingebonden waren.

## Publicaties

### Kaart van de Chinees-Russische grens, 1890

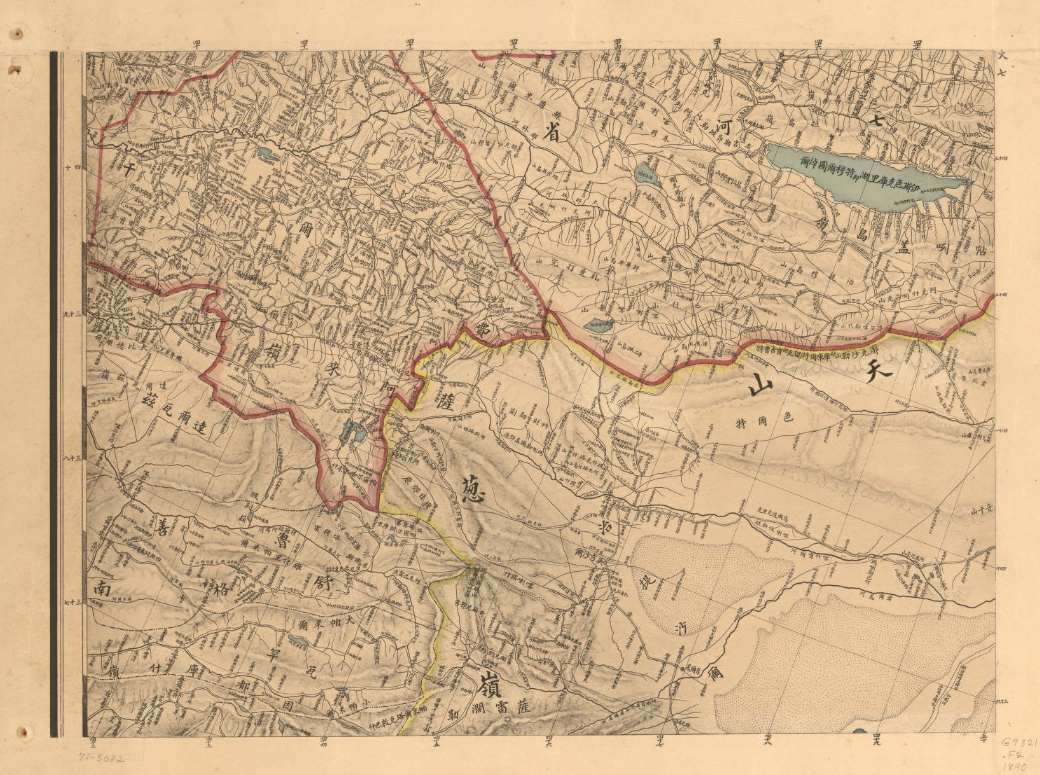
Gedeelte van de Kaart van de volledige grens tussen China en Rusland (中俄交界全圖, Zhong E jiaojie quan tu). Het weergegeven fragment (火七, "vuur" 7) geeft de grens in het Pamir-gebied weer, rood is de Russische, geel de Chinese grens.

Tijdens zijn verblijf in Berlijn kocht Hong Jun een Russische kaart met het verloop van de Russisch-Chinese grens. De kaart was in 1884 in Rusland vervaardigd, was na aanschaf onder toezicht van Hong Jun (die overigens het Russisch niet beheerste) vertaald in het Chinees en opgestuurd naar Peking. Daar werd de kaart in 1890 als lithografische kleurendruk uitgegeven onder de titel Zhong E jiaojie quan tu (中俄交界全圖, Kaart van de volledige grens tussen China en Rusland). Vanwege het grote formaat (169 x 315 cm) werd de kaart gesplitst in 35 fragmenten van elk 42 x 53 cm., vijf horizontale banden (met van noord naar zuid als aanduiding de karakters "goud" 金, "hout" 木, "water" 水, "vuur" 火 en "aarde" 土), elk verdeeld in zeven fragmenten (van oost naar west aangeduid met de cijfers 1-7). Door deze aanduidingen konden de fragmenten gemakkelijk aan elkaar worden gekoppeld en als een geheel worden gelezen. De kaart heeft een schaal van ongeveer 1:1.800.000, is gebaseerd op het breedtegraad- en lengtegraadraster van Sint-Petersburg en toont de grenslijnen van China in het geel, die van Rusland in het rood en die van Korea in het oranje. De meren en rivieren zijn lichtgroen ingekleurd, de rest van het land is weergegeven in verschillende donkere en lichte tinten om de hoogte van het terrein weer te geven. Ook steden, woestijnen, wegen en de Chinese Muur zijn gemarkeerd. Een exemplaar van de kaart bevindt zich in de Library of Congress, die is digitaal beschikbaar gemaakt (zie: externe links).
De Russen hadden de controleposten voor het Pamir-gebied op de kaart verkeerd ingetekend, zodat het leek of het betwiste gebied Russisch was. De kaart werd vervolgens door de Russen gebruikt als rechtvaardiging voor hun bezetting van de Pamir in 1892. China stelde daartegenover dat de kaart geen officiële status had, maar slechts informatief was. Desondanks voelde Hong Jun zich verantwoordelijk omdat hij de fout niet had bemerkt.

### Vertaalde teksten als aanvullend bewijs voor "Yuanshi"

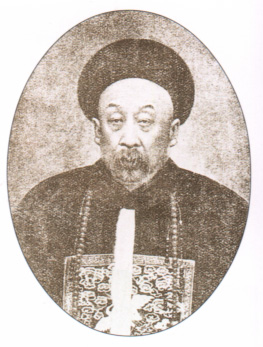
Lu Runxiang ((陸潤庠, 1841-1915).

Toen Hong Jun ambassadeur was in Duitsland ontdekte hij dat er ook buiten China uitgebreid historisch onderzoek was gedaan naar de geschiedenis van de Mongolen. Hij verzamelde een aantal van die werken, vertaalde (met de hulp van ambassadevertaler dr.Kreyer) relevante hoofdstukken en maakte daar samenvattingen van. Die vergeleek hij vervolgens met Yuanshi (Geschiedenis van de Yuan) uit 1370. Dat was een onderdeel van de verzameling officiële geschiedenissen van Chinese keizerlijke dynastieën, die hij zo wilde aanvullen. Hij noemde zijn werk dan ook Yuanshi yiwen zhengbu (元史譯文証補, Vertaalde teksten als aanvullend bewijs voor "Yuanshi"). Hong Jun kon zijn werk niet voltooien, voor hij in 1893 overleed had hij het manuscript aan zijn zoon Hong Luo in bewaring gegeven. Op dat moment hadden tien van de dertig juan nog geen inhoud, maar alleen een titel. Toen Hong Luo kort na zijn vader overleed, verzorgden Lu Runxiang (陸潤庠, 1841-1915, schoonvader van Hong Luo) en Shen Zengzhi (沈曾植, 1850-1922) uiteindelijk de publicatie. Lu Runxiang schreef daarbij het nawoord.

## Bloem op de oceaan van zonden
Niehaihua (孽海花, Bloem op de oceaan van zonden) is een sleutelroman uit het begin van de 20e eeuw. Hong Jun en zijn concubine, de courtisane Sai Jinhua zijn twee van de hoofdpersonages in deze roman. De inhoud is weliswaar fictie maar heeft toch het historisch beeld van Hong Jun beïnvloed.
De eerste zes hoofdstukken zijn geschreven door Jin Songcen (1874-1947) en verschenen in 1903-1904 in feuilletonvorm. Zeng Pu (曾樸, 1872-1936) vulde in 1904 het werk aan tot twintig hoofdstukken en voegde daar in 1907 nog eens vijf aan toe. In 1927-1930 herschreef hij de roman en breidde het werk uit tot 35 hoofdstukken. In 1938 verscheen het verhaal in feuilletonvorm in Shanghai Wanbao (上海晚報, Het Shanghai Avondnieuws) en in 1941 in boekvorm. De roman is in 1983 door Isabelle Bijon integraal in het Frans vertaald als Fleur sur l'océan des péchés en in 1982 gedeeltelijk in het Engels door de sinoloog Rafe de Crespigny als A Flower in a Sinful Sea.
Het boek beschrijft meer dan 200 personages. Een van de verhaallijnen gaat over de liefdesrelatie tussen de ambtenaar-literaat en diplomaat Jin Wenqing (waar Hong Jun model voor gestaan heeft) en zijn concubine, de courtisane Fu Caiyun (die voor Sai Jinhua heeft gestaan). Zij vergezelt hem als zijn echtgenote op zijn buitenlandse reizen, maar blijkt hem uiteindelijk te hebben bedrogen.

## Gebruikte literatuur
- Hung Chün in: Hummel, Arthur W., Eminent Chinese of the Qing period (1644-1911/2), Taipei (Cheng-wen Publishing Company) 1967, pp. 360-361. Dit lemma is hier online toegankelijk

Herdruk van de uitgave uit 1943-1944 (Washington, Library of Congress),
- Idema, Wilt en Lloyd Haft, Chinese letterkunde. Een inleiding, Amsterdam (Amsterdam University Press) 1996, ISBN 90-5356-068-8, p. 245

Beknopte samenvatting van de roman Niehaihua (孽海花, Bloem op de oceaan van zonden)